# Khansaa - Shetheh
Khansaa - Shetheh (tiếng Ả Rập: الخنساء الشعثة) là một ngôi làng nằm ở Al-Suqaylabiyah Nahiyah ở huyện Al-Suqaylabiyah, Hama, Syria. Theo Cục Thống kê Trung ương Syria (CBS), Khansaa - Shetheh có dân số 715 người trong cuộc điều tra dân số năm 2004.